# Taurus 415T
Pour les articles homonymes, voir Taurus.
Le Taurus 415T est un revolver dérivé du Taurus 415 dont il ne diffère que par le matériau utilisé pour sa construction. Il est conçu pour la défense, peu encombrant et léger pour être porté discrètement et avec un minimum de gêne mais tout en offrant une mise en œuvre rapide et une puissance maximale à courte portée. 
Doté d'un canon court et d'un barillet de 5 coups seulement. Il se distingue tout particulièrement en ce qu'il est presque entièrement fait de titane, ce qui le rend particulièrement léger. Il s'agit du premier revolver de ce type, les autres armes produites au préalable ne présentaient au mieux que certaines pièces constituées de cet alliage. 
Le Taurus 415T est chambré pour la puissante munition de .41 Magnum qui tient le milieu entre le .357 Magnum et le .44 Magnum. Étant donné la légèreté de l'arme et la faible longueur du canon, il est inconfortable à tirer en raison de l'importance de la flamme à sa bouche et de son recul. Afin de limiter le relèvement de l'arme lors du tir, le dessus du canon est percé de 6 trous à son extrémité. Une partie des gaz imbrûlés s'échappe par ses évents, provoquant ainsi une poussée verticale de haut en bas destinée à compenser le relèvement.

## Caractéristiques
- Platine : Double Action
- Chambrage : .41 Magnum
- Poids non chargé : 594 g
- Longueur du canon : 6,35 cm
- Capacité : 5 coups

## Sources et bibliographie francophone
Cette notice est issue de la lecture des revues  et ouvrages spécialisés  de langue française suivantes :
- Cibles (FR)
- Action Guns (Fr)
- R. Caranta, Pistolets & revolvers, aujourd'hui, 5 tomes, Crépin-Leblond, 1998/2009
- Catalogue  de l'importateur français des armes Taurus, édition 2006/2007